# Amanida de kereviz

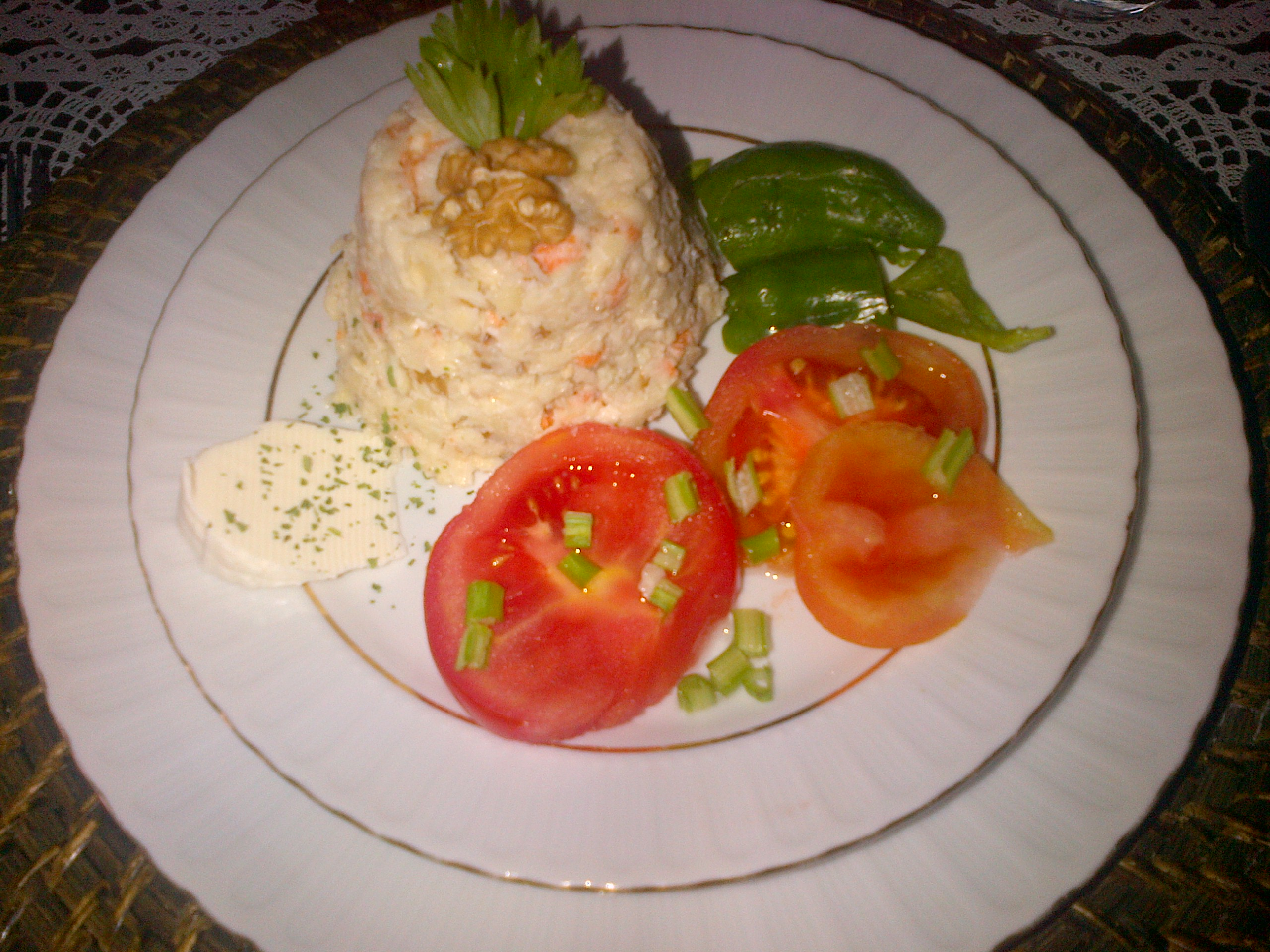
Amanida de bulb d'api a la cuina turca, decorada amb un nou i acompanyada de formatge i tomàquets.

Kereviz salatası (amanida d'api en turc) o Kereviz kökü salatası (amanida de bulb o d'arrel d'api) és una amanida d'api a la cuina turca feta amb bulb d'api (cru) ratllat, maionesa, iogurt, oli d'oliva, nous, all, sal i espècies. També pot ser amb pastanaga (com a la imatge).
A la cuina turca hi ha altres plats de bulb d'api com kereviz calye (similar a kabak kalye), zeytinyağlı kereviz (similar a zeytinyağlı enginar) i kereviz dolma.